# Мікропотужний імпульсний радар
Мікропотужний імпульсний радар (англ. Micropower impulse radar) - UWB радар, розроблений у середині 1990-х років  в Ліверморській національній лабораторії, використовуються для виявлення та вимірювання відстані до об'єктів у безпосередній близькості.
Комерційні програми включають в себе:
- Транспорт: Система допомоги при парковці, резервного копіювання попереджень, виявлення колізій і розумний круїз-контроль (вимірює відстань до автомобілів попереду,  і якщо вони занадто близько, вмикає гальмування).
- Побутова техніка: металошукачі і лазерні рулетки.
- Безпека: датчики вторгнення у житло та охорона периметра.
- Пошуково-рятувальні: мікропотужний імпульсний радар може виявити биття людського серця або дихання з великих відстаней.

## Принцип дії
Радіопередавач виробляє високочастотний радіосигнал, що складається з коротких пачок імпульсів, які через антену передаються в навколишнє середовище. Електромагнітні хвилі відбиваються від об'єкта і повертаються назад на радар. Той же самий імпульсний генератор, який модулює сигнал передавача, управляє і радіоприймачем (з певною затримкою за часом). Таким чином, приймач отримує сигнал тільки в строго заданому інтервалі часу. Процес імпульсного управління приймачем дозволяє значно знизити споживану потужність. Прийняті відбиті імпульси демодулюються (відновлюється прямокутна форма сигналу). Після чого визначається часова затримка між переданим і прийнятим сигналами. Ця часова затримка пропорційна відстані від антени до об'єкта, від якого прийняті хвилі відбилися.